# King for a Day (Jamiroquai)
King for a Day è una canzone del gruppo funk/acid jazz inglese Jamiroquai, quarto singolo estratto dall'album Synkronized. La canzone è stata scritta da Jay Kay, frontman del gruppo, e Toby Smith (al tempo tastierista della band).
Il video musicale del brano è stato diretto da Dawn Shadforth.

## Tracce
I brani sono parole di Jay Kay e musica di Toby Smith, tranne dove indicato.
1. King for a Day - 3:38
2. Planet Home (Trabant Brothers Inc. Remix) - 7:20
3. Supersonic (Dirty Rotten Scoundrels - Ace Klub Mix) - 6:58 - (Jay Kay)